# Oreby Skov
Oreby Skov er en dansk skov på Sydsjælland i Vordingborg Kommune, vest for Vordingborg by. Den ligger mellem Avnø Fjord i nord og Storstrømmen i syd. Halvdelen af skoven når ind på Knudshoved Odde. Navnet kommer af den nærliggende landsby Oreby. Oreby Skov hører under Rosenfeldt Gods.

## Natur og historie
Skoven er levested for eremitten, en sjælden bille, der i hulheder på de gamle træer, hvilket er grunden til at en del af skoven er udpeget til Natura 2000-område nr. 181 Oreby Skov. Derudover er Oreby Skov hjemsted for over halvdelen af den danske bestand af den sjældne orkidéart sværdskovlilje.
I skoven ligger flere gravhøje bl.a. en flot langdysse